# Пареха
Пареха (груз. ფარეხა) — село в Грузії.
За даними перепису населення 2014 року в селі проживає 17 осіб.